# Intestí prim
L'intestí prim és la porció del tub digestiu que s'inicia després de l'estómac (amb el pílor) i acaba a l'intestí gros (amb la vàlvula ileocecal), amb qui constitueix les subdivisions de l'intestí en els mamífers. Mesura aproximadament sis metres de llargada.

## Estructura

### Parts de l'intestí prim

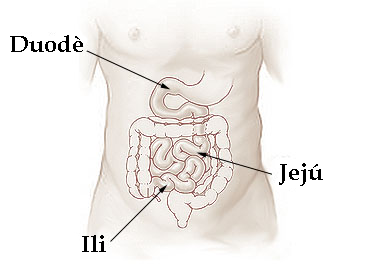
parts de l'intestí prim

- Duodè: És la primera part, i més curta, de l'intestí prim i és on té lloc la majoria del procés de digestió química. Comença al bulb duodenal i acaba al lligament de Treitz,[1] és fixat a la paret posterior de l'abdomen, que forma una ampla C envoltant el cap del pàncrees i mesura 26 centímetres de llarg. En els mamífers, el duodè podria ser el lloc principal d'absorció del ferro.[2]
- Jejú: Es troba a la meitat de l'intestí prim entre el duodè i l'ili.[3] En aquesta part de l'intestí hi intervenen diferents enzims digestius que ajuden a digerir l'aliment perquè sigui més fàcil l'absorció. Mesura uns 250 cm.
- Ili: Darrera secció de l'intestí prim, que s'estén entre el jejú i el cec. S'hi absorbeixen la vitamina B12 i les sals biliars. Mesura uns 350 cm.

Així com el duodè és separat del jejú pel lligament de Treitz, aquesta divisió no és present entre el jejú i l'ili. Ambdues seccions, a més, resulten indiferenciats fins i tot per endoscòpia. Per convencionalisme es considera que el jejú és compost per les dues cinquenes parts de l'intestí prim de la secció que va des del lligament de Treitz fins al final de l'intestí prim, mentre que l'ili correspon a les tres cinquenes parts restants.
El lligament de Treitz també marca la localització on l'intestí prim abandona la zona retroperineal per quedar unit al mesenteri, fet que proporciona la mobilitat pròpia d'aquest. Si no hi ha alteracions, el jejú es localitza en el quadrant superior esquerre i en la part alta de la regió periumbilical i l'ili es localitza en el quadrant inferior dret i la pelvis.
Així mateix, el diàmetre de l'intestí prim va disminuint: el duodè presenta un diàmetre d'entre 2 i 3 centímetres, el jejú d'1,5 a 2 cm. i l'ili d'1,0 a 1,2 cm.

### Histologia
Les tres seccions de l'intestí prim tenen un aspecte similar al nivell macroscòpic, però hi ha diferències importants. L'intestí prim està format per diverses capes de teixit, les característiques de les quals varien.

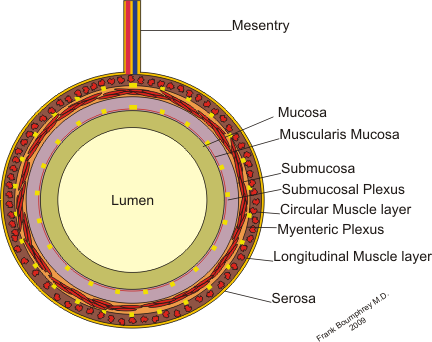
secció de l'intestí prim

| Capa                       | Duodè                                                                       | Jejú                                          | Ili                                         |
| Serosa                     | normal                                                                      | normal                                        | normal                                      |
| Muscular externa           | capes longitudinals i circulars, amb el plexe mientèric o d'Auerbach al mig | igual que al duodè                            | igual que al duodè                          |
| Submucosa                  | glàndules de Brunner i plexe submucosal o de Meissner                       | sense glàndules de Brunner                    | sense glàndules de Brunner                  |
| Mucosa: musculars          | normal                                                                      | normal                                        | normal                                      |
| Mucosa: làmina pròpia      | sense plaques de Peyer                                                      | sense plaques de Peyer                        | plaques de Peyer                            |
| Mucosa: epiteli intestinal | columnar simple. Conté cèl·lules caliciformes i cèl·lules de Paneth         | Semblant al duodè. Vellositats molt llargues. | Semblant al duodè. Vellositats molt curtes. |

### Irrigació arterial
La irrigació prové de l'artèria mesentèrica superior, branca de l'aorta, que recorre dins del mesenteri i irriga tot el jejú, l'ili i la meitat dreta de l'intestí gros incloent l'apèndix. d'aquesta neixen les artèries:
- Pancreaticoduodenals inferiors.

Després emet,
- Ramificacions jejunals i
- Ramificacions ilials

aquestes ramificacions jejunals i ileals tenen la particularitat de formar arcades arterials que es anastomosen unes amb les altres. Es formen arcades de primer ordre, noves arcades a partir d'aquestes (de segon ordre) i fins i tot de tercer ordre a l'ili.
Finalment, originen la:
- Artèria ileocòlica, que acaba donant quatre branques:

- eòlica ascendent que puja pel còlon ascendent
- cecal anterior
- cecal posterior
- artèria apendicular per l'apèndix.

Altres branques de l'artèria mesentèrica superior surten cap a l'angle dret de còlon:
- Còlic dret

i finalment per a la part proximal del còlon transvers
- L'artèria còlica mitja, que es anastomosa amb l'anterior.

### Drenatge venós i limfàtic
El drenatge venós és bastant similar, corrent a càrrec de la vena mesentèrica superior, la principal constituent de la vena porta, juntament amb la vena mesentèrica inferior i la vena esplènica.
El drenatge limfàtic es fa mitjançant els vasos i ganglis limfàtics mesentèrics adjacents a les arteries celíaca i mesentèrica superior.

### Innervació nerviosa
L'intestí prim està innervat pels nervis simpàtics que procedeixen de les fibres preganglionars de les arrels toràciques T6-T11, que es connecten amb les fibres postganglionars en el gangli celíac i el gangli mesentèric superior, els quals innerven el duodè i la resta de l'intestí respectivament. La innervació parasimpàtica i sensorial prové principalment del nervi vague.

## Funcions
- Digestió de nutrients a través d'enzims provinents de les glàndules intestinals i facilitada per una substància mucosa també d'origen glandular i de les cèl·lules caliciformes immerses a la membrana intestinal.[5]
- Absorció de nutrients i qualsevol altra substància similar (també les tòxiques)
- Secreció de substàncies mitjançant la bilis cap a l'intestí gros.

### Digestió i absorció de proteïnes
L'absorció de les proteïnes té un mecanisme bastant similar a la dels glúcids: s'hidrolitzen a subunitats, en aquesta forma entren en els enteròcits i després són segregades al torrent sanguini. Concretament els passos són:
1. Abans d'absorbir, cal digerir les proteïnes, procés que comença ja en l'estómac per mitjà de la pepsina. Com que la pepsina és una endopeptidasa, per tant trenca els enllaços peptídics de l'interior de les cadenes, de la seva catàlisi en resulten majoritàriament polipèptids de cadena curta.
2. Els pèptids passen a l'intestí prim formant part del quim. En el qual el duodè i jejú és on es finalitza la seva digestió i on són absorbits. En la llum del principi de l'intestí hi haurà més endopeptidases (tripsina, quimotripsina i elastasa) i exopeptidases (carboxipeptidasa) provinents del suc pancreàtic, i ancorada en el glicocàlix de la vora en raspall hi haurà l'exopeptidasa aminopeptidasa. Aquests enzims convertiran els polipèptids de cadena curta en aminoàcids lliures, dipèptids o tripèptids. L'elastasa digerirà les fibres d'elastina que mantenen les proteïnes unides entre si en l'aliment.
3. Els productes obtinguts tindran diferents destins. Els aminoàcids lliures són absorbits mitjançant cotransport amb el sodi cap a l'interior dels enteròcits. En canvi, els dipèptids i tripèptids penetren en les cèl·lules per un transportador de membrana que empra el gradient d'H+. Hi haurà diferents tipus de transportador per als diferents tipus d'aminoàcids: bàsics, neutres i àcids.
4. Un cop dins, els di i tripèptids són hidrolitzats a aminoàcids lliures per l'acció de peptidases intracel·lulars.
5. Els aminoàcids obtinguts pels dos mecanismes, són segregats als capil·lars sanguinis per mitjà d'un transportador d'aminoàcids situat a la porció basal de l'enteròcit. Els capil·lars presents en les vellositats intestinals transporten la sang cap a la circulació portal, la qual té com a destí final el fetge.[6]

### Digestió i absorció de lípids
Nota. Tipus de lípid: àcids grassos, triacilglicerols o TAGs, ceres, fosfolípids, esfingolípids, derivats del ciclopentaperhidrofenantrè (ex. colesterol). La majoria dels lípids en la dieta són TAGs per això greixos ≈ TAGs, però en un sentit més genèric, es consideren també greixos els fosfolípids i el colesterol.
1. La digestió dels lípids comença en la boca per acció de la lipasa lingual secretada per les glàndules linguals. Aquest enzim forma part de la saliva, de manera que és deglutit amb el bol mentre hidrolitza un 10% dels TAGs.
2. Els lípids venen de l'estómac en forma de gotes. En arribar al duodè es produeix l'emulsió, procés en què les micel·les de sals biliars provoquen la fragmentació/disgregació de les gotes de lípid, en diminutes gotes, així hi ha més TAGs exposats en la superfície.
3. La lipasa pancreàtica s'ancora a les gotes amb l'ajuda de la colipasa, per tal d'iniciar la digestió dels greixos. La lipasa hidrolitza els TAGs de les gotes obtenint com a producte àcids grassos lliures i monoglicèrids (glicerol + 1 àcid gras). Un altre enzim que actua és la fosfolipasa A, que hidrolitza els fosfolípids separant els àcids grassos de la resta.
4. Els productes de la digestió i el colesterol s'associen amb les micel·les de sals biliars formant micel·les mixtes, les quals són solubles en el quim. La superfície està formada per les sals biliars i el nucli pels lípids i vitamines liposolubles. Això es dona per evitar la reversió de la hidròlisi dels lípids.
5. Les micel·les mixtes es desplacen cap a la vora en raspall on tenen dues maneres de ser absorbides. Per una banda i habitualment, els lípids poden abandonar la micel·la, fusionar-se amb la membrana de l'enteròcit i travessar-la per difusió simple, i les sals biliars restants romanen a la llum de l'intestí fins que són absorbides a la porció de l'ili. Per l'altra banda, la micel·la pot ser transportada intacta a l'interior de la cèl·lula per transport actiu i dins desintegrar-se (opció poc freqüent).
6. Els lípids incorporats s'empren per resintetitzar TAGs i fosfolípids en el reticle endoplasmàtic llis, a diferència dels aminoàcids i monosacàrids absorbits, que travessen la cèl·lula sense patir cap alteració.
7. Els lípids formats i el colesterol es combinen amb proteïnes per formar quilomicrons, que són com vesícules.
8. Els quilomicrons se segreguen al conducte limfàtic central de les vellositats intestinals per exocitosi. Des d'aquí aniran al conducte toràcic per a desembocar la sang venosa en la vena subclàvia esquerra, de manera que en un principi no passen pel fetge, a diferència dels aminoàcids i monosacàrids. Els àcids grassos de cadena curta no passen pel REL, de manera que difonen cap a la sang capil·lar com els aminoàcids.[6][7][8]

## Fisiologia
El funcionament de l'intestí prim està profundament relacionat amb la digestió i l'absorció de nutrients. Són diversos els mecanismes implicats en el procés de tractament d'aliments, la secreció de solucions digestives, la digestió i l'absorció d'aigua electròlits i nutrients, a més del flux sanguini i la regulació neuro-hormonal locals.

### Tractament d'aliments

Animació que representa el moviment peristàltic impulsant el bol al llarg del tub intestinal

Quan el quim passa de l'estómac al duodè a través del pílor, en funció del volum transportat pot desencadenar múltiples reflexs nerviosos entèrics, que tendeixen a retardar o aturar el buidatge de l'estómac. Altres factors, com ara el nivell de la distensió del duodè, la irritació de la mucosa, el grau d'àcid i d'osmolaritat, i la presència d'alguns subproductes de la digestió de proteïnes i greixos, també pot activar els mecanismes de regulació nerviosa en buidar l'estómac.
Els moviments de l'intestí són realitzades per paquets de múscul llis de les capes diferents i en diferents direccions. Les cèl·lules de múscul llis del tracte gastrointestinal tenen algunes peculiaritats, per exemple, funcionen com un sincici, a causa del fet que estan connectats elèctricament per unions cel·lulars, que permeten el flux d'ions, per tant, la transmissió de senyals nerviosos entre les cèl·lules adjacents. A diferència de les fibres del nervi, al múscul llis gastrointestinal és l'entrada d'ions de calci amb petites quantitats de sodi (un mecanisme controlat per la calmodulina), i no exclusivament d'ions de sodi, el principal factor responsable de desencadenar un potencial d'acció. Així que aquests músculs s'anomenen canals de sodi-calci, que tenen l'obertura i tancament més lenta que els canals de sodi de les cèl·lules nervioses.
Hi ha dos tipus de moviments realitzats pel tracte gastrointestinal que es produeixen en l'intestí prim:
- Peristaltisme o moviments propulsors: per a empènyer el menjar a través de la sonda d'alimentació, el que permet una adequada digestió i absorció. Un anell contràctil a la paret muscular de l'intestí viatja a través del tub, empenyent el contingut cap endavant. Un dels principals estímuls que poden desencadenar el moviment peristàltic és la distensió de l'òrgan que genera una resposta del sistema nerviós entèric. La velocitat dels resultats dels moviments peristàltics de l'intestí és aproximadament 1 cm/min.[13]

- Segmentació o moviments de barreja: ajuda a barrejar el quim amb les secrecions intestinals en tot el procés. Aquests són moviments de constricció, intermitents i concèntrics localitzats, que duren uns pocs segons.[13]

El vàlvula ileocecal impedeix el retorn d'excrements des del còlon cap a l'intestí prim. Es tanca quan la pressió de l'intestí gros augmenta. A la paret de l'ili hi ha l'esfínter ileocecal, el grau de contracció del qual és controlat pels reflexos del cec, causats per la seva distensió.

### Secreció i digestió

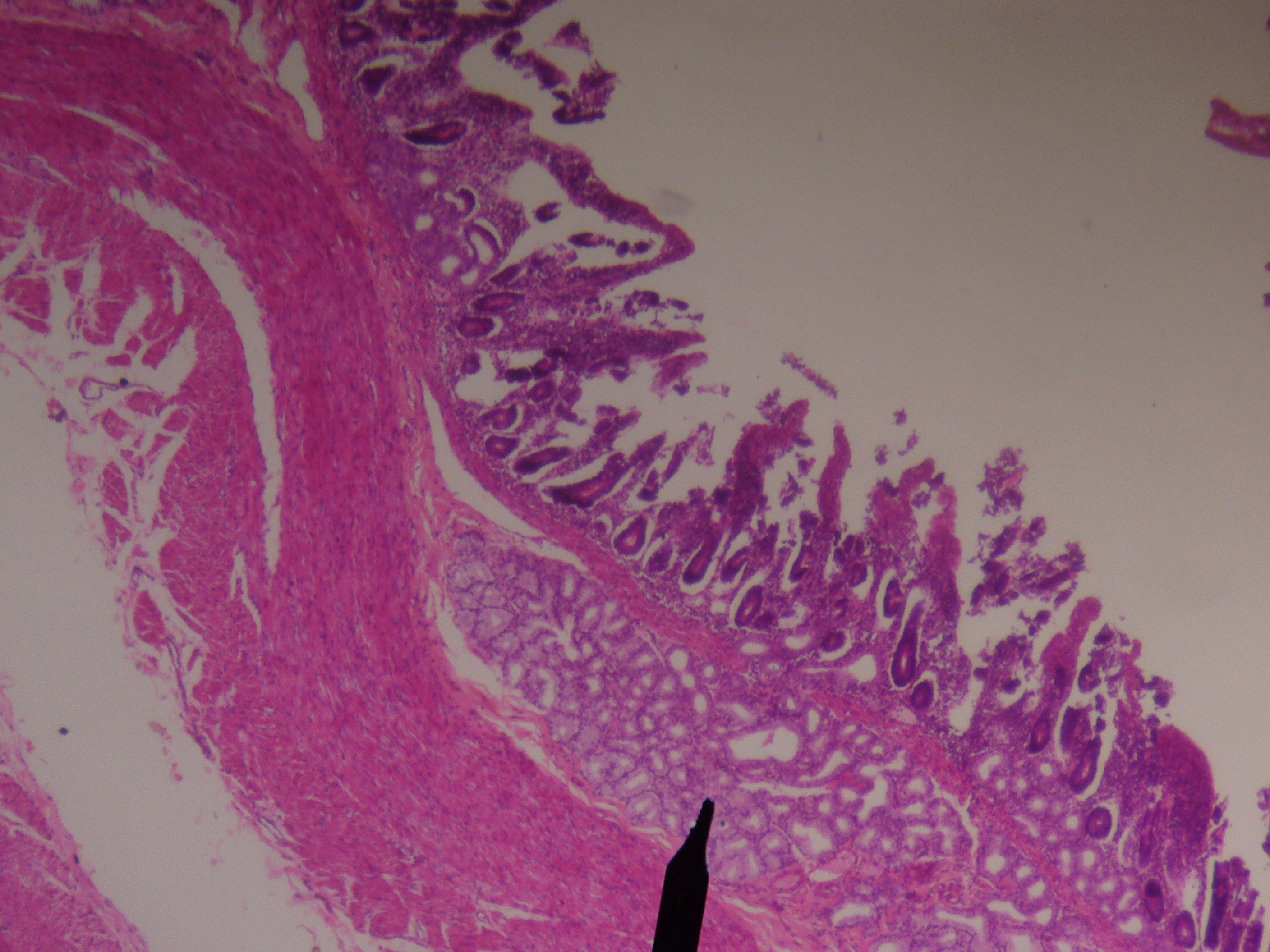
Glàndula de Brunner (indicada per la fletxa) observada amb microscopi òptic, en un tall del duodè

Les cèl·lules caliciformes, estan disperses per tot l'epiteli del tracte gastrointestinal, produint moc secretat directament sobre la superfície, que actua com un lubricant i protector. A l'intestí prim, destaca la presència de profundes criptes de Lieberkühn, que contenen cèl·lules secretores especialitzades. No obstant això, el duodè, glàndules submucoses tubular (o glàndules de Brunner).
Entre els pílor i l'ampul·la de Vater hi ha nombroses glàndules de Brünner. Aquestes glàndules secreten grans quantitats de mucositat alcalina, que protegeix la paret duodenal i augmenta el pH, molt àcida a causa del suc gàstric. Ells responen als estímuls molestos i tàctils així com l'estimulació de la mucosa del nervi vague i hormones com la secretina.
Enmig de les vellositats de l'intestí, s'observen les criptes de Lieberkühn, compostos de cèl·lules caliciformes i enteròcits, que, a les criptes, secreten aigua i electròlits. Aquesta secreció actua essencialment "rentant" les vellositats i creant un vehicle per a l'absorció de les substàncies del quim que es troben a aquestes zona.
Els enteròcits que recobreixen l'intestí prim són capaços de produir enzims, que en lloc de ser secretats, funcionen a l'interior cel·lular, digerint les substàncies mentre que són absorbits per l'epiteli. Dins aquestes cèl·lules es troben la peptidasa, sacarasa, maltasa, isomaltasa i lactasa. Fins i tot es pot observar una petita quantitat de lipasa intestinal.
Finalment, les glàndules relacionades amb el tracte gastrointestinal, com ara pàncrees i fetge de vesícula, secreten els seus productes directament a l'intestí prim, la papil·la duodenal de Vater.

## Malalties

### Malalties vasculars
Les malalties vasculars de l'intestí prim corresponen a diferents etiologies. Per aquest motiu no existeix un sistema de classificació universalment acceptat. No obstant totes aquestes etiologies poden manifestar-se en forma d'hemorràgia.
L'anomalia vascular observada amb més freqüència és l'angiodisplàsia, que es defineix com un complex vascular dilatat que es localitzen en la superfície del tracte gastrointestinal, essent present en un 40% de les hemorràgies d'origen indeterminat.

### Tumors
A l'intestí prim la carcinogènesi es dona a una velocitat significativament més baixa que en altres zones del tracte gastrointestinal, així, tot i ser la superfície més gran d'aquest, els tumors primaris de l'intestí prim presenten solament el 2% del total dels tumors gastrointestinals. Aquest fet ve influenciat per diversos factors, com ara el transcurs ràpid d'un contingut principalment liquid i amb pocs bacteris. Això no obstant, malgrat aquest poc nombre de casos, s'han identificat fins a 40 tipus diferents de tumors, la majoria dels quals benignes (en un 75%). La diagnosi d'aquests no obstant es revela complicada doncs els símptomes inicials poden ser confosos amb altres malalties.

### Celiaquia
La malaltia celíaca o celiaquia (anomenada també intolerància al gluten), és una malaltia autoimmunitària, caracteritzada per una pèrdua total o parcial de les vellositats que recobreixen l'intestí prim. Aquesta malaltia és deguda a una intolerància al gluten i a les proteïnes emparentades amb ell que es troben en certs cereals (blat, sègol, ordi, civada). Comporta una malabsorció i, per consegüent, mancances alimentàries. Les persones celíaques s'han d'abstenir per sempre més de consumir productes que continguin gluten, la qual cosa permet una regressió completa dels símptomes de la malaltia.

### Malaltia de Crohn
És una malaltia inflamatòria intestinal que pot afectar tot el gruix de la paret intestinal, que és el que s'anomena afectació transmural, i que pot aparèixer de manera simultània a diversos segments del tub o tracte digestiu.
L'ili terminal (l'última porció de l'intestí prim) és el lloc més freqüent d'afectació (fins a un 40% - 50% del total de persones amb malaltia de Crohn), seguit pel còlon.

### Altres afectacions
- Diverticle de Meckel: és un petit sac ceg (5 o 6 cm de llargària), present en l'intestí prim. Es tracta d'un òrgan vestigial del conducte onfalomesentéric. És la malformació més freqüent del tracte gastrointestinal, essent present en un 2% de la població.[26] Pot ésser asimptomàtic tota la vida o bé inflamar-se, ulcerar-se o sagnar.
- Síndrome de l'intestí curt o insuficiència de l'intestí prim : és una afecció de malabsorció dels aliments relacionada amb una malaltia o amb l'extirpació quirúrgica d'una gran porció de l'intestí prim.
- Síndrome de l'intestí irritable: Trastorn funcional que afecta un 10% de la població. Es caracteritza per dolor abdominal i alteracions en el ritme de les deposicions amb absència de patologies orgàniques.[27]
- Trastorns de motilitat intestinal : normalment agrupades en dos grups:[28]
  - Transit accelerat amb aparició de diarrea, com en les afeccions de gastroenteritis infecciosa.
  - Trànsit alentit, que sol cursar amb restrenyiment, com en el cas de l'ileum paralític, de la dispèpsia funcional i la pseudoobstrucció intestinal.
- Hèrnies inguinals : A les hèrnies inguinals directes l'intestí prim passa a través d'una debilitat de la musculatura abdominal i protrudeixen en l'àrea del Triangle de Hasselbach.
- Còlera: és una malaltia infecciosa causada pel bacteri Vibrio cholerae[29][30] i que afecta directament a l'intestí prim i sovint es presenta en forma d'epidèmia. El bacteris provoca alteració de la permeabilitat a l'intestí prim que acaba donant lloc a: diarrea brusca, vòmits, que porten a la deshidratació amb la possibilitat d'un xoc circulatori mortal en poques hores.
- Teniosi: Malaltia provocada per la tènia de la vaca (Taenia saginata) o cuc solitari, paràsit platihelmint de la classe cestoda, la forma adulta de la qual viu en les primeres porcions de l'intestí prim de l'ésser humà.[31] Normalment mesuren entre 2 i 5 metres de longitud (poden arribar fins als 10 metres). Normalment només es troba un sol cuc en l'intestí de la persona infectada. La malaltia és relativament comuna a Àfrica, parts de l'Europa oriental, les Filipines i Amèrica Llatina.[32]

## En altres animals
L'intestí prim es troba en tots els tetràpodes, i també en els teleostis, encara que la seva forma i llargària varien enormement entre les espècies.
Els teleostis tenen un intestí prim relativament curt, generalment al voltant d'una vegada i mitja la longitud del cos del peix. Normalment presenten una sèrie de cecs pilòrics, unes petites estructures al llarg de l'intestí que ajuden a augmentar la superfície total de l'òrgan per digerir els aliments. No hi ha vàlvula ileocecal i el límit entre l'intestí prim i el recte està marcat només per la fi de l'epiteli digestiu. En els peixos, les divisions de l'intestí prim no estan tan clarament delimitades i es poden fer servir els termes "intestí anterior" o "intestí proximal" en lloc de "duodè".
En els tetràpodes, la vàlvula ileocecal és sempre present, amb obertura cap al còlon. La longitud de l'intestí prim sol ser més llarg en els tetràpodes que en els teleostis, però és especialment així en el cas dels herbívors, així com en mamífers i ocells, que presenten un metabolisme més alt que els amfibis o rèptils. El revestiment de l'intestí prim inclou plecs microscòpics per augmentar la seva superfície en tots els vertebrats, però només en els mamífers es desenvolupen realment aquestes vellositats.
Els límits entre el duodè, jejú, i l'ili són una mica vagues, fins i tot en els éssers humans, com ja ha estat indicat, i la distinció entre aquestes dues parts sol ser ignorada quan es parla de l'anatomia d'altres animals, o bé són essencialment arbitràries.
L'intestí prim no apareix en peixos no pertanyents als teleostis, com els taurons, esturions i peixos pulmonats. En canvi, la part digestiva de l'intestí forma un intestí en espiral, que connecta l'estómac al recte. En aquest tipus d'estómac, l'intestí en si mateix és relativament senzill, però té una llargària diverses vegades superior al llarg de la superfície interna gràcies a la forma espiral, que a vegades fa desenes de voltes, augmenten en gran manera tant de la superfície com la longitud efectiva de l'intestí. El revestiment de l'intestí en espiral és similar a la de l'intestí prim dels teleostis i dels mamífers no tetràpodes.
A les llamprees, la vàlvula espiral és molt petita, possiblement pel fet que la seva alimentació requereix poca digestió. Els mixinoïdeus no tenen vàlvula espiral en absolut, amb la digestió es produeix al llarg de gairebé la totalitat de l'intestí, que no es subdivideix en diferents regions.

## Gastronomia
L'intestí dels animals és emprat en diferents cultures culinàries per elaborar diferents plats i menges. Entre aquests podem citar els embotits, peces de carn, generalment de porc, picada, condimentada i introduïda (embotida) dins l'intestí de l'animal, com ara el fuet, la carn-i-xulla, les botifarres blanques i negres, el paltruc, la sobrassada o les salsitxes i el haggis escocès, per exemple.
Gairebé tot el tracte intestinal d'alguns animals és susceptible d'aprofitar-se com a matèria primera per a preparats alimentaris o plats cuinats. Els budells naturals utilitzats en l'elaboració d'embotits procedeixen dels intestins dels animals de raça bovina, cabruna, porquina i en ocasions equina. Tots dos tipus fonamentals d'intestí, prim i gros, són emprats per fabricar budell per embotir (també anomenat tripa). El procés dels intestins varia segons l'anatomia interna i externa d'aquests. Igual que la resta de tub digestiu l'intestí prim està format, d'interior a exterior, per una mucosa, submucosa, capa muscular i capa adventícia (unió amb altres òrgans). Sempre hi ha un rentat de les restes digestives o fecals. De vegades hi ha tractaments tèrmics i químics, com ara l'escaldat, refrigerat, la immersió amb solucions àcides o salines (salmorres). Els tractaments poden incloure l'eliminació de restes de teixit greixós, d'eliminació de capes mucoses i submucoses o eliminació de capes musculars. La mínima i més prima capa que s'aconsegueix és la capa epitelial rica en col·lagen.